# Jean-Olivier Bonnin de La Bonninière de Beaumont
Pour les articles homonymes, voir Beaumont.
Ne doit pas être confondu avec Jean de Beaumont.
Jean-Olivier Bonnin de la Bonninière, comte de Beaumont (Cangey, 23 juillet 1840-Issy-les-Moulineaux, 29 janvier 1904), est un officier de marine français.

## Biographie
Il entre à l'École polytechnique en octobre 1859 et est admis comme aspirant dans la marine en octobre 1861. Il sert alors sur la Sibylle puis sur le Souffleur et est promu enseigne de vaisseau en octobre 1863. Il navigue en Cochinchine sur le transport Creuse (1865) puis passe sur l'Aube et prend part à la campagne du Mexique.
Lieutenant de vaisseau (août 1867), il est à Cherbourg en 1868 sur la frégate cuirassée Surveillante (en) et passe à la station d'Islande sur la Clorinde (en).
Aide de camp du contre-amiral Penhoat sur la Savoie (1870), il participe durant la guerre de 1870 à ses côtés aux batailles autour d'Orléans, de Villersexel et d'Héricourt. Il passe ainsi les lignes prussiennes, échappe à l'internement en Suisse puis reprend son service auprès de Penhoat devenu préfet maritime de Cherbourg.
En 1872, il commande la Vigie. En 1873, il est chef d'état-major de Victor Duperré sur la Clorinde puis sert en tant qu'officier d'ordonnance du ministre. Aide de camp du gouverneur de Cochinchine (1875), il commande en 1876 la canonnière Harpon en Indochine puis l'aviso Pétrel au Levant.
Capitaine de frégate (octobre 1879), commandant en second de la défense fixe à Cherbourg, il commande le Tilsitt en Cochinchine en 1881 puis le Kersaint en mer de Chine (1883) et s'y distingue durant les opérations du Tonkin où il est au commandement des compagnies de débarquement à Đáp Cầu et Bac-Ninh.
Promu capitaine de vaisseau (juin 1884), il commande la marine au Tonkin puis l'Adour et la division navale du Tonkin (1887) et revient en France en 1888. Il prend alors le commandement à Brest du cuirassé garde-côte Fulminant puis du croiseur Amiral Cécille (1889) dont il termine les essais à Toulon et la mise au point.
Membre consultatif des pêches maritimes, il est nommé contre-amiral en novembre 1891. Major général à Cherbourg, il entre au Conseil des travaux de la marine en 1893.
Commandant de la division navale d'Extrême-Orient avec pavillon sur le Bayard (1895), il se montre excellent diplomate lors de la guerre sino-japonaise et contribue au rétablissement de l'arsenal chinois de Fou-Tchéou.
Vice-amiral (mars 1898), il commande l'escadre d'Extrême-Orient avec pavillon sur le Vauban, gère l'occupation de Kouang-Tchéou-Wan et rentre en France en 1899. Il devient alors préfet maritime de Lorient puis de Toulon mais, gravement malade, doit cesser ses activités en 1902. Il prend sa retraite en février 1904 et meurt deux ans plus tard le 29 janvier 1906 à Issy-les-Moulineaux et est inhumé dans le caveau familial à Cour-Cheverny le 1er février.
Beaumont est, par ailleurs, l'inventeur d'un système de signalisation de nuit qui est toujours usité de nos jours.

## Récompenses et distinctions
- Chevalier (13 février 1871), Officier (5 juillet 1883), Commandeur (29 décembre 1889) puis Grand Officier de la Légion d'Honneur (10 août 1900).

## Famille
Fils de Ferdinand Bonnin de La Bonninière de Beaumont (1810-1880), chef d'escadron d'artillerie et de Félicité Renaud d'Avène des Méloizes (1815-1844), il épouse le 21 avril 1878 à Paris, Marguerite de Montherot (1854-1906)